# Catriona columbiana
Catriona columbiana är en snäckart som först beskrevs av Charles Henry O'Donoghue 1922.  Catriona columbiana ingår i släktet Catriona och familjen Tergipedidae. Inga underarter finns listade i Catalogue of Life.